# Maja Maneiro

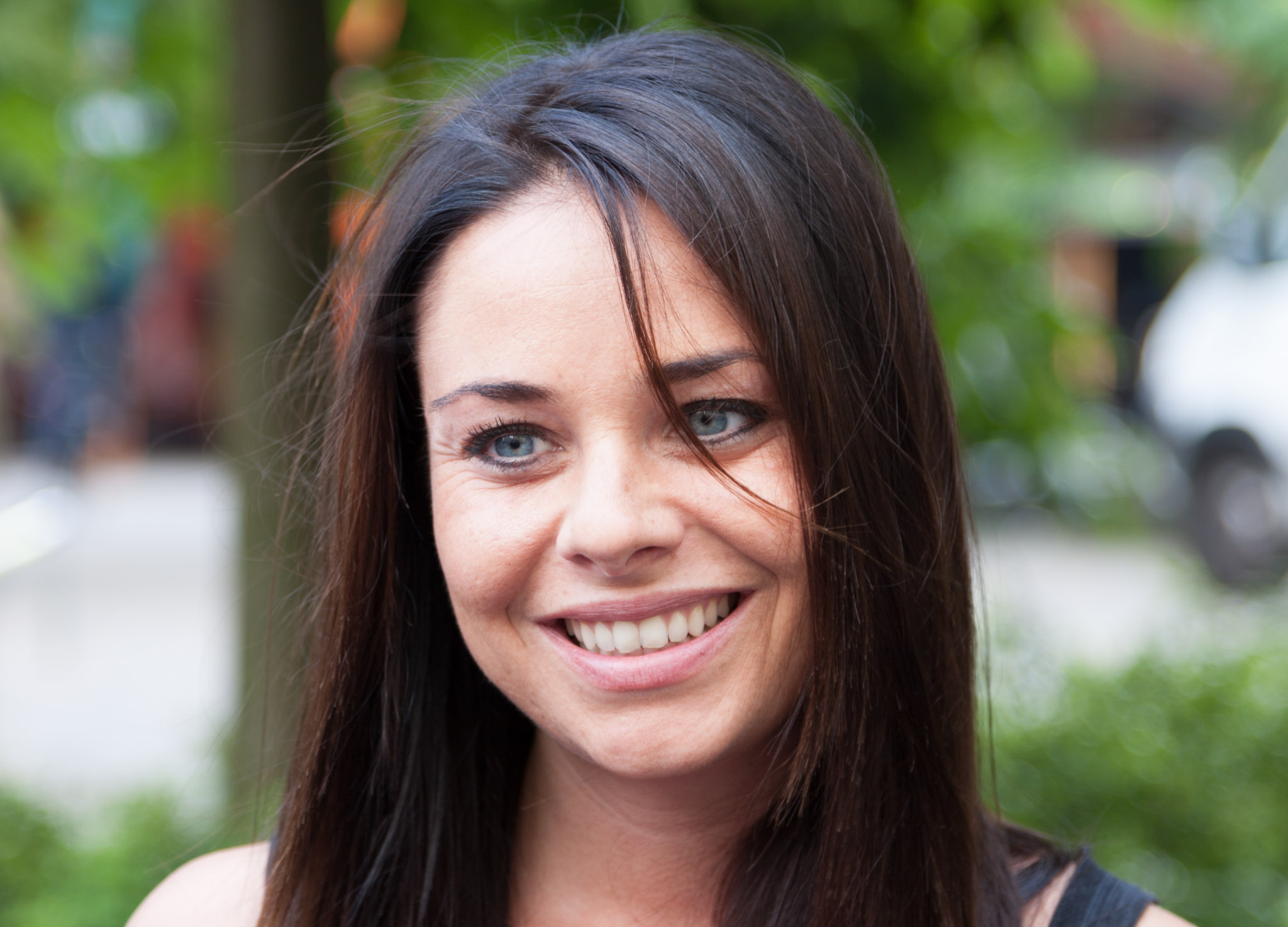
Maja Maneiro, Juni 2012

Maja Maneiro (* 26. März 1982 in Hamburg) ist eine deutsche Schauspielerin, Synchronsprecherin sowie Sprecherin von Hörspielen und Hörbüchern.

## Leben und beruflicher Werdegang
Maneiros Vater stammt aus Galicien in Spanien, ihre Mutter ist Deutsche. Sie hat eine klassische Ballettausbildung, nahm Schauspiel-, Tanz- und Gesangsunterricht und betrieb Eiskunstlaufen als Leistungssport. Sie spielte bereits in mehreren Werbespots mit, arbeitet als Synchronsprecherin und ihre Stimme ist in diversen Werbespots zu hören.
Bekanntheit erlangte sie durch die Telenovela Anna und die Liebe, dort spielte sie vom 25. August 2008 bis zum 13. April 2012 die Rolle der „Paloma Greco“ im Hauptcast. Maneiro wurde in einer Umfrage der TV Digital von Fans und Zuschauern zur schönsten Schauspielerin 2010 in deutschen Telenovelas/Soaps gewählt – die Miss Soap 2010, im folgenden Jahr landete sie dort auf dem zweiten Platz. Maneiro spielte die Episodenhauptrolle „Giovanna da Luca“ in einer Folge der Serie Notruf Hafenkante im ZDF und wirkte in einer Episode der RTL-Serie Doctor’s Diary mit, die 2011 ausgestrahlt wurde. Maja Maneiro lebt in Berlin.
Maneiro ist mit Jacob Weigert liiert.

## Filmografie
- 2008–2012: Anna und die Liebe (Fernsehserie, 450 Folgen)
- 2010: Wind über Berlin (Kurzfilm)
- 2011: Doctor’s Diary (Fernsehserie, eine Folge)
- 2013: Notruf Hafenkante (Fernsehserie, Folge Beinhart)

## Synchronisation (Auswahl)

### Filme
- 2012: Dredd - Olivia Thirlby als Cassandra Anderson
- 2013: Fast & Furious 6 – Gina Carano als Riley
- 2013: Mary – Königin von Schottland – Camilla Rutherford als Maria Stuart
- 2013: Elysium – Alice Braga als Frey
- 2013: Turbo – Kleine Schnecke, großer Traum – Maya Rudolph als Flamme
- 2015: Home – Ein smektakulärer Trip – Rihanna als Tipsy Tucci
- 2015: Little Gangster – Meral Polat als Gina
- 2015: La belle saison – Eine Sommerliebe – Izïa Higelin als Delphine
- 2016: Sausage Party – Es geht um die Wurst – Salma Hayek als Teresa Taco
- 2016: Moonlight – Janelle Monáe als Teresa
- 2016: Hail, Caesar! - Veronica Osorio als Carlotta Valdez
- 2017: Cars 3: Evolution – Cristela Alonzo als Cruz Ramirez
- 2017: Monsieur Pierre geht online
- 2017: Die Mumie – Annabelle Wallis als Jenny Halsey
- 2018: Widows – Tödliche Witwen – Michelle Rodríguez als Linda
- 2018: Ready Player One – Lena Waithe als Aech
- 2022: Tod auf dem Nil – Gal Gadot als Linnet Ridgeway-Doyle

### Serien
- 2012–2017: Girls als Caroline Sackler
- 2012–2019: Modern Family – Stephanie Beatriz als Sonia Ramirez
- 2013–2014: Witches of East End – Jenna Dewan–Tatum als Freya Beauchamp
- 2013–2014: American Horror Story – Gabourey Sidibe als Queenie
- 2013–2015: Defiance – Stephanie Leonidas als Irisa
- 2014–2016: Devious Maids – Schmutzige Geheimnisse – Dania Ramírez als Rosie Falta
- 2014: Chicago P.D. – Sydney Tamiia Poitier als Detective Mia Sumner
- 2014–2019: Orange Is the New Black – Danielle Brooks als Tasha „Taystee“ Jefferson
- seit 2014: Navy CIS: L.A. für Mercedes Mason als Talia Del Campo
- 2015: Versailles als Maria Theresa von Spanien
- 2015–2021: Brooklyn Nine-Nine – Stephanie Beatriz als Detective Rosa Diaz
- 2016–2017: Dirk Gentlys holistische Detektei – Fiona Dourif als Bart Curlish
- 2017–2019: The End of the F***ing World - Kierston Wareing als Debbie

### Computerspiele
- 2014: Thief – Erin
- 2014: Sunset Overdrive – Spieler
- 2018: Far Cry 5 – Mary May Fairgrave
- 2021: Sea of Solitude – The Director’s Cut – Kay
- 2021: Far Cry 6 - Camila "La Espada" Montero

## Hörbücher & Hörspiele (Auswahl)
- 2015: Geister-Schocker 58: Der Fluch des Werwolfs, Romantruhe Audio & BookBeat (Hörspiel)
- 2017: Cars 3 - Evolution - Das Original-Hörspiel zum Disney/Pixar Film, Walt Disney Records
- 2020: Sophie Bichon: Wir sind das Feuer (Hörbuch-Download, gemeinsam mit Tim Schwarzmaier), Random House Audio, ISBN 978-3-8371-4976-0
- 2020: Sophie Bichon: Wir sind der Sturm (Hörbuch-Download, gemeinsam mit Tim Schwarzmaier), Random House Audio, ISBN 978-3-8371-5131-2
- 2021: Lucy Foley: Sommernacht, der Hörverlag, ISBN 978-3-8445-4095-6 (Hörbuch-Download, unter anderem gemeinsam mit Tanja Fornaro, Max Urlacher & Steffen Groth)
- 2022: Garth Nix: Die magischen Buchhändler von London, Random House Audio, ISBN 978-3-8371-6030-7 (Hörbuch-Download)
- 2023: James Rollins: Erddämmerung – Die Reise in die Dunkelheit, Random House Audio & Audible, ISBN 978-3-8371-6536-4 (Erddämmerung 2, Hörbuch-Download)
- 2024: Jo Segura: Raiders of the Lost Heart, Random House Audio, ISBN 978-3-8371-6766-5 (Hörbuch-Download, mit Oliver Kube)